# دي الدي فريزين
دي الدي فريزين (De Alde Friezen) (بالعربية: الفريزيين القدامى) هو نشيد مقاطعة فرايزلاند في شمال هولندا.
النص للكاتب الفريزي إيلتسي هالبيرتسما. النسخة التي يتم غنائها بشكل شائع اليوم هي عبارة عن اختصار، يرجع تاريخه إلى عام 1876، بواسطة فان لوون.
لم يتم ضبط الكلمات على الموسيقى إلا بعد وفاة هالبرتسما (كانت تغنى لأول مرة في عام 1875 في حفل أقيم لإحياء ذكرى عمله)، تم تبني الأغنية كنشيد فريزي من قبل جمعية اللغة الفريزية والأدب بناءاً على طلب السياسي والكاتب والشاعر بيتر جيلس تروسترا (1860-1930) وكان بمثابة نشيد فريزلاند منذ ذلك الحين.

## الكلمات
الدم الفريزي، غليظ ! الآن ترتفع، رغوة وتغلي،                   Frysk bloed tsjoch op! Wol noris brûze en siede
وجلجل في عروقنا!                                                  en bûnzje troch ús ieren om!
يرتفع! نحن نغني من أفضل أرض على وجه الأرض ،            Flean op! Wy sjonge it bêste lân fan d'ierde,
الأرض الفريزية مليئة بالشرف والمجد.                            it Fryske lân fol eare en rom.
(جوقة)
صوت ثم رعده بعيدًا وواسعًا ،                                     Klink dan en daverje fier yn it rûn,
شرفك القديم ، يا أرض الفريزيان!                                 Dyn âlde eare, o Fryske grûn!
صوت ثم رعده بعيدًا وواسعًا ،                                     Klink dan en daverje fier yn it rûn,
شرفك القديم ، يا أرض الفريزيان!                                 Dyn âlde eare, o Fryske grûn!
كيف أيضا من الأمم الأخرى ، والحاجة ، والبحر المهددة ،       Hoe ek fan oermacht, need en see betrutsen,
العمر ، الأرض الفريزية الحبيبة ،                                 oerâlde, leave Fryske grûn,
تلك الروابط السريعة الثابتة لم تنكسر أبدًا ،                       Nea waard dy fêste, taaie bân ferbrutsen,
التي ربطت الفريزيين بأرضهم.                                    dy't Friezen oan har lân ferbûn.
(جوقة)
غير معتاد على الركوع ، أقام به كبار السن تكريما ،            Fan bûgjen frjemd, bleau by 't âld folk yn eare,
أسمائهم ولغتهم ، شعورهم بالحرية.                               syn namme en taal, syn frije sin;
كلمتهم كانت القانون ، حق ، متواضع وحقيقي يعلمون ،         Syn wurd wie wet; rjocht, sljocht en trou syn leare,
وتعارض الإكراه من أي جهة كانت.                              en twang, fan wa ek, stie it tsjin.
(جوقة)
الشرفاء بهذا الاسم القديم ،                                        Trochloftich folk fan dizze âlde namme,
كن فخورًا دائمًا بأسلافك!                                          wês jimmer op dy âlders great!
ابقَ إلى الأبد على ذلك الجذع الرمادي المرتفع                   Bliuw ivich fan dy grize, hege stamme,
لقطة خضراء وقوية مزدهرة!                                     in grien, in krêftich bloeiend leat!
(جوقة)

## روابط خارجية
- التسليم الصوتي (ملف MP3) (أول مقطع وجوقة)
- فوم هوهن الأولمبي   (تم استخدام لحن دي إل فريزين)